# Barak (województwo lubelskie)
Barak – wieś w Polsce położona w województwie lubelskim, w powiecie lubelskim, w gminie Jastków.
W latach 1975–1998 miejscowość administracyjnie należała do ówczesnego województwa lubelskiego.
Wieś stanowi sołectwo gminy Jastków. Według Narodowego Spisu Powszechnego z roku 2011 wieś liczyła 138 mieszkańców.
Wierni Kościoła rzymskokatolickiego należą do parafii Najświętszej Maryi Panny Królowej Polski w Jastkowie.

## Etymologia
Barak to nazwa wielu osad powstałych po wyciętych lasach, lub pośród lasów w późniejszych już czasach (XVIII, XIX wiek). Dawne odpowiedniki noszą miano Bud, Majdanów. Nazwę Barak spotykamy głównie w obrębie Mazowsza, w Lipnowskim odpowiada jej „Rumunek”.